# Dorcasomus ebulinus
Dorcasomus ebulinus là một loài bọ cánh cứng trong họ Cerambycidae.